# Постоловський Антін Олександрович
Анті́н Олекса́ндрович Постоло́вський (1890, с. Чорнокозинці, нині Кам'янець-Подільського району Хмельницькиї області —  12 серпня 1991, Буенос-Айрес) — український громадський діяч.

## Біографічні дані
Народився 1890 року (за даними «Енциклопедії українознавства» — 1889 року) у селянській сім'ї середнього достатку.
Закінчив Вінницьку учительську семінарію, одружився з Клавдією Бахталовською і повернувся у рідне село, де вчителював.
Ще в семінарії почав писати революційні вірші, друкував їх у частописах. 1909 року збірку його творів конфіскувала царська цензура. Автора судили за державну зраду.
На початку Першої світової війни Постоловського з в'язниці мобілізували на фронт. Від дев'ятої армії його обрали на Всеукраїнський військовий з'їзд, що відбувся у Києві. Там Постоловського обрали до складу Української Центральної Ради.
27 червня 1917 року Президію УЦР, яка до того складалася з голови та двох його заступників, було доповнено чотирма товаришами голови та чотирма секретарями. Одним із цим секретарів став Антін Постоловський.
1919 року Постоловський, уникнувши більшовицького розстрілу, таємно повернувся в Чорнокозинці. 1921 року перейшов за Збруч — на територію Галичини, окупованої Польщею.
1942 року навідався до дружини Клавдії й доньки Марії в Чорнокозинці.
1949 року поселився в Буенос-Айресі. Входив до управи Української центральної репрезентації в Аргентині, до представництва Державного центру УНР. Був членом товариства «Відродження». Співав у церковному хорі (УАПЦ). Виступав зі спогадами на радіо «Свобода».
Дружину Клавдію, яка жила в Радянському Союзі, двічі (1932 та 1953) заарештовували. Вона померла 1979 року.
Був останній з живих членів Української Центральної Ради.